# Pascale Bussières
Pour les articles homonymes, voir Bussières.
 (juillet 2023).
Si vous disposez d'ouvrages ou d'articles de référence ou si vous connaissez des sites web de qualité traitant du thème abordé ici, merci de compléter l'article en donnant les références utiles à sa vérifiabilité et en les liant à la section « Notes et références ».
Pascale Bussières, née le 27 juin 1968 à Montréal, est une actrice canadienne. Elle est la sœur de David Bussières du groupe musical Alfa Rococo.
Elle tourne des films d'auteurs le plus souvent mais également quelques grosses productions en anglais au Canada et aux États-Unis. Elle a reçu plusieurs prix d'interprétation comme celui du Festival des films du monde de Montréal ou encore le prix Jutra, le prix MetroStar (Québec) et le prix Génie (Canada).

## Biographie
Pascale Bussières est révélée à l'âge de 13 ans alors qu'elle est l'une des deux vedettes du film Sonatine réalisé par Micheline Lanctôt et dans lequel elle incarne une adolescente hantée par des idées suicidaires. En 1992, son interprétation d'une femme amoureuse d'un homme marié dans le drame psychologique La Vie fantôme de Jacques Leduc lui vaut de recevoir un prix d'interprétation au Festival des films du monde. Mais c'est l'année suivante que Pascale Bussières se fait vraiment connaitre du grand public alors qu'elle joue le rôle principal, celui de Blanche Pronovost, infirmière à Villebois, dans la série historique Blanche réalisée par Charles Binamé et faisant suite au retentissant succès des Filles de Caleb.
Dès lors, sa carrière est lancée et elle devient une actrice très prolifique. Elle travaille souvent avec Binamé (le film choral Eldorado en 1995, La Beauté de Pandore en 2000) ainsi qu'avec Léa Pool (Emporte-moi en 1998, Le Papillon bleu en 2004). Elle retrouve Micheline Lanctôt à deux reprises (Deux actrices en 1994 et Suzie en 2007) et reçoit le trophée Jutra de la meilleure actrice pour son interprétation de la chanteuse Alys Robi dans le drame biographique Ma vie en cinémascope réalisé par Denise Filiatrault.
Bien que l'essentiel de sa carrière se déroule au Québec, on la voit aussi à l'occasion dans des films tournés au Canada anglais (When Night Is Falling de Patricia Rozema en 1995, Le Crépuscule des nymphes de glace de Guy Maddin en 1997) ou en France (La Répétition de Catherine Corsini en 2001, Petites Coupures de Pascal Bonitzer en 2003).

## Filmographie

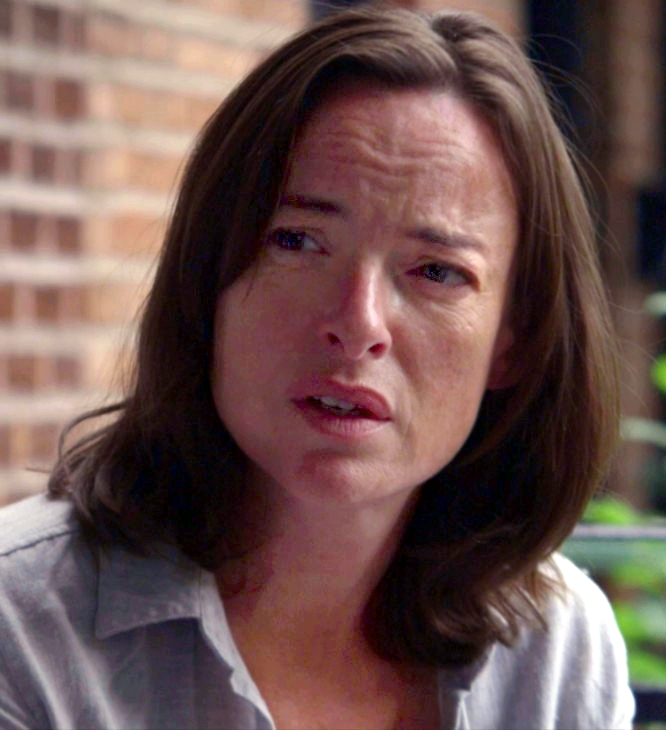
Pascale Bussières

### Cinéma
- 1984 : Sonatine : Chantal
- 1988 : Le Chemin de Damas
- 1993 : La Vie fantôme : Laure
- 1995 : Eldorado : Rita
- 1995 : When Night Is Falling : Camille Baker
- 1997 : L'Âge de braise : Nathalie
- 1997 : Les Mille Merveilles de l'univers : Lily
- 1997 : Un 32 août sur terre : Simone Prévost
- 1997 : Le Crépuscule des nymphes de glace (Twilight of the Ice Nymphs) : Juliana Kossel
- 1998 : Emporte-moi : Mère de Hanna
- 1999 : Les Cinq Sens : Gail
- 1999 : Souvenirs intimes : Lucie
- 2000 : La Bouteille : Léa
- 2000 : XChange :
- 2000 : La Beauté de Pandore : Pandore
- 2000 : Les filles ne savent pas nager : Céline
- 2001 : La Répétition : Louise
- 2001 : La Turbulence des fluides : Alice Bradley
- 2001 : Ma folle de sœur :
- 2002 : Les Moutons de Jacob : Pascale
- 2002 : Petites Coupures : Mathilde
- 2004 : Le Papillon bleu : Teresa Carlton
- 2004 : Ma vie en cinémascope : Alys Robi
- 2006 : Le Guide de la petite vengeance : Sandrine
- 2007 : La Capture : la mère
- 2009 : Et après : Anna
- 2009 : Suzie : Viviane
- 2011 : Marécages : Marie Santerre
- 2011 : French Immersion (en) (C'est la faute à Trudeau) : Sylvie Tremblay
- 2011 : La Peur de l'eau : Élise
- 2013 : Émilie : propriétaire du salon de coiffure
- 2014 : Love Projet de Carole Laure : madame Cowboy
- 2015 : Ville-Marie : Marie Santerre
- 2015 : Les Démons : Claire
- 2015 : Anna : Sophie
- 2017 : Après coup de Noël Mitrani : la mère d'Aurélie
- 2017 : Nous sommes les autres de Jean-François Asselin : Myriam
- 2021 : Bootlegger de Caroline Monnet : Laura
- 2022 : La Ville d'un rêve de Annabel Loyola : Jeanne Mance
- 2023 : Frontières de Guy Édoin : Diane Messier
- 2024 : Se fondre de Simon Lavoie : cheffe des résistants

### Télévision
- 1989 : Tandem : Claudia Filion
- 1989-1991 : Chambres en ville : Marie Vincent
- 1991-1994 : Marilyn : Marie-Michèle St-Jean
- 1991 : Touroul : Lilo
- 1992-1994 : Montréal P.Q. : Betsy May
- 1993 : Blanche : Blanche Pronovost
- 1993-1995 : La Princesse astronaute : princesse Noémie
- 1996 : Marguerite Volant : Éléonore Volant
- 1997 : Paparazzi : Valérie Morin
- 2005-2007 : Le cœur a ses raisons : Becky Walters
- 2006 : René : Louise L'Heureux
- 2007 : Race to Mars (en) (mini-série) : Jackie Decelles
- 2008-2012 : Belle-Baie : Margot Paulin
- 2010-2011 : Mirador : Véronique Laplace
- 2012-2013 : Les Bobos : Ninon
- 2012 : En thérapie : Marie
- 2013 : 30 vies : Madeleine Rousseau
- 2014-2016 : Complexe G : Sarah
- 2016-2017 : Web Thérapie : Cassandra Grenier
- 2016 : Prémonitions : Clara Jacob
- 2018-2022 : District 31 : Victoria Beaufort
- 2018 : L'Académie : Mme Léger
- 2019 : Le temps qu'il faut, vidéoclip Alfa Rococo
- 2019-2021 : L'Heure bleue : Véronique Douville
- 2021 : Sortez-moi de moi : Justine Mathieu
- 2021 : Chaos : Madeleine Desjardins
- 2024 : Corbeaux : Clémence Bernier

## Distinctions

### Récompenses
- 2000 : Prix Jutra meilleure actrice de soutien pour Emporte-moi
- 2005 : Prix Génie meilleure actrice pour Ma vie en cinémascope
- 2005 : Prix Jutra meilleure actrice pour Ma vie en cinémascope

### Nominations
- 1985 : Prix Génie meilleure actrice pour Sonatine
- 1996 : Prix Génie meilleure actrice pour Eldorado
- 1996 : Prix Génie meilleure actrice pour When Night Is Falling
- 2005[1] : Gala de l'ADISQ album de l'année - populaire pour Ma vie en cinémascope